# Batocera rosenbergii
Batocera rosenbergii là một loài bọ cánh cứng trong họ Cerambycidae.